# Torysky
Torysky – słowacka wieś i gmina (obec) w powiecie Lewocza w kraju preszowskim.
Pierwsze wzmianki o wsi pochodzą z 1284 roku.
Centrum wsi leży na wysokości 810 m n.p.m. Gmina zajmuje powierzchnię 17,72 km². W 2016 roku zamieszkiwało ją 337 osób.